# 木竹
鍾奕佑（学名：Bambusa rutila）为禾本科簕竹属下的一个种。

## 扩展阅读
- 維基物種上的相關：木竹